# Carl Vezerfi-Clemm
Carl Vezerfi-Clemm (* 15. März 1939 in Budapest; † 17. Februar 2012 in München) war ein deutscher Bildhauer, Medailleur und Münzgestalter. Er schuf Gedenkmünzen für die Bundesrepublik Deutschland, Medaillen, Skulpturen und weitere Werke.

## Leben
Carl Vezerfi-Clemm wuchs in Budapest auf. Von 1958 bis 1962 studierte er Bildhauerei und Malerei an der Kunstakademie Budapest. Dort war er Schüler von József Reményi. Neben der künstlerischen Ausbildung war er von 1963 bis 1966 als freier Mitarbeiter für verschiedene Wochenzeitungen publizistisch tätig.
Ab 1966 lebte er in München. Von 1967 bis 1974 war er Restaurator bei den Staatlichen Antikensammlungen und bei der Glyptothek in München. Von 1974 bis 1982 betätigte er sich als Medailleur bei einer privaten Prägeanstalt in München. Von 1983 an war er freischaffend tätig.
Carl Vezerfi-Clemm gehörte seit der Gründung im Jahr 1988 dem Künstlerkreis der Medailleure München an, in dem Bildhauer und in Münzwettbewerben erprobte Medailleure zusammengeschlossen sind.
Nach langer Krankheit verstarb Vezerfi-Clemm am 17. Februar 2012 in seiner Wohnung in München. Seinem letzten Willen gemäß, wurde seine Urne in einem anonymen Grab am Ostfriedhof in München in aller Stille beigesetzt.

## Werk
Carl Verzerfi-Clemm schuf Gedenkmünzen für die Bundesrepublik Deutschland, Medaillen, Skulpturen und weitere Werke, z. B. Figuren für die Porzellanmanufaktur Nymphenburg.

### Gedenkmünzen der Bundesrepublik Deutschland
Folgende Gedenkmünzen der Bundesrepublik Deutschland wurden von Carl Vezerfi-Clemm gestaltet:

#### 5-DM-Gedenkmünzen
- Material: ca. 75 % Kupfer, 25 % Nickel mit Reinnickelkern (Magnimat)
- Münzdurchmesser: 29 mm
- Gewicht: 10 g

(Siehe Liste der Gedenkmünzen der Bundesrepublik Deutschland (DM).)

##### 500. Geburtstag von Martin Luther (1983)
- Avers: Wertangabe
- Revers: Martin Luther (1483–1546), Reformator nach einem Gemälde von Lucas Cranach.
- Randschrift: „GOTTES WORT BLEIBT IN EWIGKEIT“
- Entwurf und Modell: Carl Vezerfi-Clemm
- Ausgegeben ab 10. November 1983
- Münzzeichen: G, Badisches Münzamt Karlsruhe
- Auflage: Stempelglanz (ST): 8000000 Stück; Spiegelglanz (PP): 350000 Stück
- Weltmünzkatalog Nr. 158, Jaeger Nr.: 434

##### 175. Geburtstag von Felix Mendelssohn Bartholdy (1984)
- Avers: Wertangabe
- Revers: Jacob Ludwig Felix Mendelssohn Bartholdy (1809–1847), Hüftbild des Komponisten vor dem Hintergrund eines Notenblattausschnitts aus der Ouvertüre zu „Ein Sommernachtstraum“.
- Randschrift: „IHR TÖNE SCHWINGT EUCH FREUDIG DURCH DIE SAITEN“.
- Entwurf und Modell: Carl Vezerfi-Clemm.
- Ausgegeben ab 20. Oktober 1984.
- Münzzeichen: J, Hamburgische Münze.
- Auflage: Stempelglanz (ST): 8000000 Stück; Spiegelglanz (PP): 350000 Stück.
- Weltmünzkatalog Nr. 160, Jaeger Nr.: 436

##### 200. Todestag von Friedrich dem Großen (1986)
- letzte 5 DM Gedenkmünze -
- Avers: Wertangabe.
- Revers: Friedrich II. (1712–1786), Kurfürst von Brandenburg, König von Preußen.
- Randschrift: „ICH BIN DER ERSTE DIENER MEINES STAATES“.
- Entwurf und Modell: Carl Vezerfi-Clemm.
- Ausgegeben ab 22. Oktober 1986.
- Münzzeichen: F, Württembergisches Münzamt Stuttgart.
- Auflage: Stempelglanz (ST): 8000000 Stück; Spiegelglanz (PP): 350000 Stück.
- Weltmünzkatalog Nr. 164, Jaeger Nr.: 440

#### 10-DM-Gedenkmünzen
- Material: 62,5 % Feinsilber, 37,5 % Kupfer
- Münzdurchmesser: 32,5 mm
- Gewicht: 15,5 g

(Siehe Liste der Gedenkmünzen der Bundesrepublik Deutschland (DM).)

##### 100. Todestag von Carl Zeiss (1988)
- Avers: Wertangabe.
- Revers: Carl Zeiss (1816–1888), Feinmechaniker neben Mikroskop.
- Randschrift: „OPTIK FÜR WISSENSCHAFT UND TECHNIK“.
- Entwurf und Modell: Carl Vezerfi-Clemm.
- Ausgegeben ab 23. Oktober 1988.
- Münzzeichen: F, Württembergisches Münzamt Stuttgart.
- Auflage: Stempelglanz (ST): 8000000 Stück; Spiegelglanz (PP): 350000 Stück.
- Weltmünzkatalog Nr. 169, Jaeger Nr.: 444

##### 900. Geburtstag von Hildegard von Bingen (1998)
- Avers: Wertangabe.
- Revers: Hildegard von Bingen (1098–1179), beim Verfassen des Buches „Liber Scivias“, von der Hand Gottes inspiriert.
- Randschrift: „WISSE DIE WEGE DES HERRN“.
- Entwurf und Modell: Carl Vezerfi-Clemm.
- Ausgegeben ab 16. Oktober 1998.
- Münzzeichen: F, Württembergisches Münzamt Stuttgart.
- Auflage Stempelglanz (ST):.
- Münzzeichen: G, Badisches Münzamt Karlsruhe: 3500000 Stück.
- Auflage Spiegelglanz (PP):.
- Münzzeichen: A, Preußische Staatsmünze Berlin: 200000 Stück.
- Münzzeichen: D, Bayerisches Hauptmünzamt, München: 200000 Stück.
- Münzzeichen: F, Württembergisches Münzamt Stuttgart: 200000 Stück.
- Münzzeichen: G, Badisches Münzamt Karlsruhe: 200000 Stück.
- Münzzeichen: J, Hamburgische Münze: 200000 Stück.
- Weltmünzkatalog Nr. 192, Jaeger Nr.: 468